# Monte Castelletto
Il Monte Castelletto è una montagna delle Alpi Cozie alta 1.512 m, situata nella città metropolitana di Torino.

## Descrizione
La montagna si trova alla convergenza tra i comuni di Pramollo, Angrogna e San Germano Chisone. Appartiene allo spartiacque che separa la Val Pellice dalla Val Chisone. Il Colle della Vaccera (1.461 m) la divide a ovest dalla lunga costiera che conduce al Gran Truc, ma dalla cima del monte Castelletto nascono altre due creste. Una si  dirige verso nord scendendo al Colle Prà la Mura e risalendo poi al Monte La Buffa, mentre l'ultimo crinale, che si stacca in direzione sud-est, divide il vallone del rio Turinella, tributario della Val Chisone, da quello di Angrogna, affluente invece del Pellice.

## Accesso alla cima
La cima del Monte Castelletto può essere raggiunta per sentiero da varie località, come il Colle Prà la Mura, in Val Chisone o dalla Vaccera. È considerata un ottimo punto panoramico.